# Metoxypilus
Metoxypilus es un género de las mantis, de la familia Amorphoscelidae, del orden Mantodea. Tiene 4 especies.

## Especies
- Metoxypilus costalis (Westwood, 1889)
- Metoxypilus lobifrons (Stal, 1877)
- Metoxypilus spinosus (Giglio-Tos, 1913)
- Metoxypilus werneri (Beier, 1929)